# کاج چتری

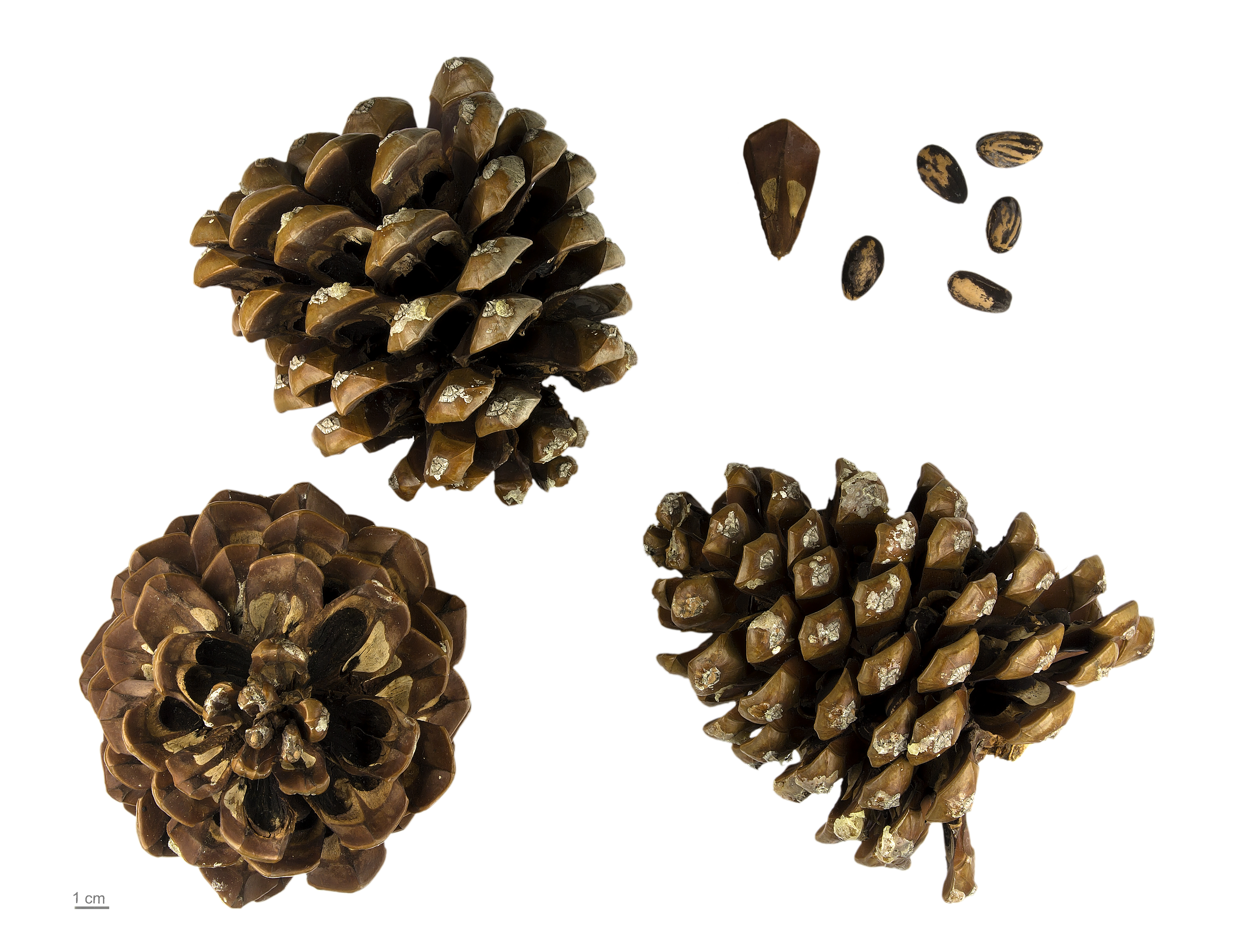
Pinus pinea

کاج چتری، «صنوبر ثمری» یا کاج ایتالیایی (به انگلیسی: Stone Pine) یکی از انواع کاج است. این کاج بومی منطقه مدیترانه است و در جنوب اروپا، شمال آفریقا و سرزمین شام یافت می‌شود.
کاج چتری به‌خاطر دانه‌های درشت و خوردنی آن (چلغوز) از دوران‌های پیش از تاریخ مورد توجه بوده و کاشته می‌شده است. این درخت به عنوان درختی زینتی به بیشتر نقاط جهان برده شده و در باغ‌ها و پارک‌ها کاشته شده است.